# Dispositif de sécurité
 (juin 2025).
Un dispositif de sécurité est défini comme tout instrument, appareil, équipement, matière ou autre organisme ou organisation utilisés seul ou en association, pour être utilisés à des fins de mise en sécurité de personnes ou de biens. 
Exemples :
- Dispositif mécanique à rupture :
  - Goupille de sécurité sur une transmission évitant une surcharge sur cette transmission.
  - Membrane de sécurité sur le piquage d'une cuve pour éviter son éclatement ou son implosion en cas de variation de pression excessive.
- Dispositif à déclenchement mécanique :
  - Un groupe de sécurité est un dispositif de plomberie chargé de maintenir la pression inférieure à 7 bars dans un chauffe-eau électrique qui permet d'évacuer l'eau, à la suite de sa dilatation due au chauffage, ce qui évite l'explosion du chauffe-eau.
- Dispositifs hydrauliques et pneumatiques :
  - Un arrête-flammes est un dispositif de sécurité autonome permettant d’éviter la propagation d’une explosion entre l’amont et l’aval d’un équipement sans influencer la marche normale du procédé ou de l’installation en permettant notamment une libre circulation des fluides.
- Dispositifs d'accrochage :
  - Ligne de vie en escalade.
  - Ligne de vie dans l'industrie.
  - Filière en batellerie.
- Dispositifs électriques ou électroniques :
  - Un coupe-circuit est un dispositif de sécurité dans un circuit électrique.
  - Un klixon est un dispositif de sécurité se déclenchant à une certaine température. On le trouve notamment dans les chaudières. C’est un contact sec, comme un interrupteur, c’est-à-dire qu’il n’y a aucune différence de potentiel entre ses deux bornes qui se trouve également placé sur les compresseurs de réfrigérateur ou de congélateur, il permet de limiter la surchauffe de ce compresseur en coupant l'alimentation en cas de hausse anormale de température.
  - Dispositif de sécurité pour mise à la terre des réseaux électriques haute tension dit Asservissement Pince Étau
  - Un lecteur de proximité est un dispositif technique de sécurité qui lit et gère plusieurs badges de proximité et surveille l'accès qu'il contrôle. Ce lecteur permet le contrôle de différents accès tel que : hôtel, bureau, usine, camping, entreprise, parking.
  - Une Balise Argos est un dispositif de sécurité maritime, repérable par des satellites ;
  - Une Balise Spot est aussi un dispositif de sécurité permettant d'émettre un appel incluant des coordonnées GPS
- Dispositifs civils économiques :
  - Un dispositif de sécurité et d'armement ou système de verrouillage électronique est un système de sûreté permettant de verrouiller et de sécuriser l'emploi de certaines armes, notamment nucléaires.
  - En finance, les coupe-circuit regroupent un ensemble de dispositifs techniques ou réglementaires destinés à stopper ou freiner une chute soudaine et importante des marchés boursiers.
  - Une alerte cyclonique est un dispositif de sécurité civile visant à protéger les personnes et les biens menacés par un cyclone tropical en les prévenant de l'imminence de l'irruption des phénomènes les plus violents puis en les informant sur la réalité de leur passage au-dessus des zones concernées.
  - Le Système Antivol de Neutralisation des Billets de Banque est un dispositif de sécurité qui protège les objets de valeur et les valeurs fiduciaires reconstituables contre les accès non autorisés à leur contenu en les rendant inutilisables en marquant l’argent liquide comme volé au moyen d’un agent de dégradation lorsqu’une tentative d’attaque contre le système est détectée.
- Dispositif policier ou militaire de surveillance :
  - Le dispositif mis en place à Strasbourg à l'occasion du sommet de l'OTAN est la plus grande opération de sécurité menée sur le territoire français.
  - Dispositions concernant la politique de défense et de sécurité dans le traité de Lisbonne qui renforce considérablement la forme et le contenu de la Politique européenne de sécurité et de défense.
  - Dans le domaine de l'espionnage, un coupe-circuit est un maillon sécurisant d'une chaîne de communication.
- Dispositif médical de surveillance.